# ديدوش مراد
ديدوش مراد الملقب بـسي عبد القادر (المولود يوم 13 يوليو 1927 بالمرادية بالعاصمة، 18 يناير 1955 كوندي سمندو (زيغود يوسف حاليًا) ولاية قسنطينة) مقاوم وطني جزائري، وأحد المؤسسين الستة لجبهة التحرير الوطني (FLN) في عام 1954 ومقاتل في حرب الاستقلال (1954-1962)، كان عضوًا في مجلس الثورة التحرير الجزائرية ومسؤول المنطقة الثانية (شمال قسنطينة)،

## نشأته

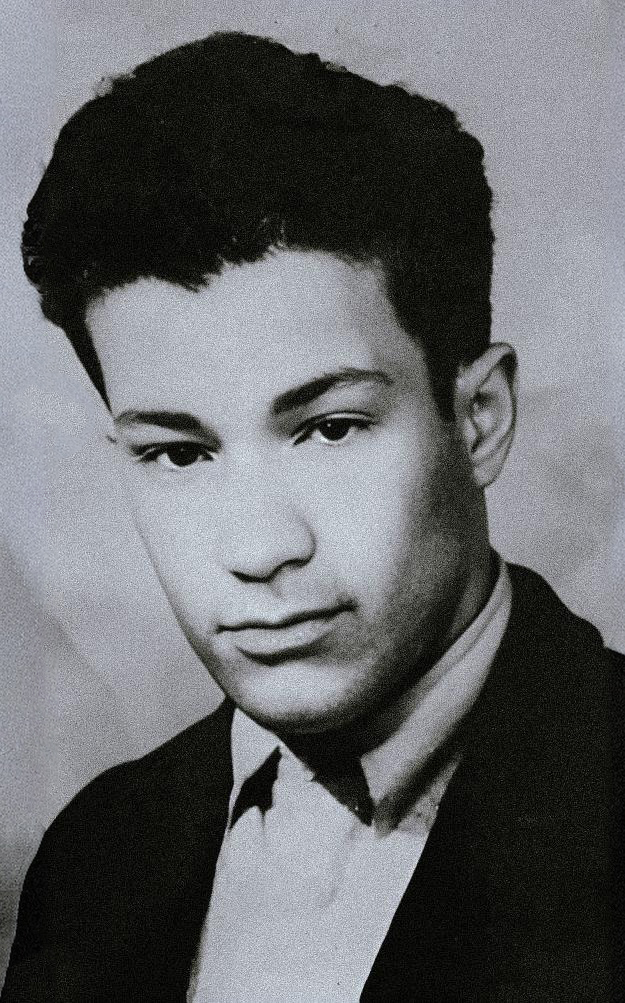
ديدوش مراد في العشرينات من عمره

ولد لعائلة متواضعة تعود أصولها إلى قرية إبسكريان ببلدية أغريب التابعة لولاية تيزي وزو. التحق بالمدرسة الابتدائية بالمرادية ثم التعليم المتوسط حيث تحصل على شهادة التعليم المتوسط في 1942 ثم انتقل إلى الثانوية التقنية بحي العناصر. ولأنه منذ صغره كان يمقت الاستعمار ولدت لديه الرغبة في الثأر لأبناء شعبه حيث انضم منذ 1942 إلى صفوف حزب الشعب وهو لم يبلغ سن 16.

## سيرته
بعد سنتين عين كمسؤول على أحياء المرادية، المدنية، وبئر مراد رايس. وفي 1946 أنشأ فرقة الكشافة "الأمل" كما أنشأ بدوره الفرقة الرياضية السريع الرياضي للجزائر" وفي 1947 نظم الانتخابات البلدية بناحيته، وكان ديدوش من أبرز أعضاء المنظمة الخاصة، كما تنقل لتنظيم الحملة الانتخابية للجمعية الجزائرية في الغرب الجزائري أين ألقي عليه القبض إلا أنه استطاع الفرار من مجلس القضاء، وإثر اكتشاف أمر المنظمة الخاصة في مارس 1950، وبعد فشل الإدارة الاستعمارية وضع يدها على الشهيد أصدرت في حقه حكما غيابيا بـ 10 سنوات سجنا، ولكن ورغم كل المضايقات التي مارسها الاستعمار ضده إلا أنها باءت بالفشل، بحيث كون في 1952 رفقة بن بولعيد نواة سرية في العاصمة مهمتها صنع المتفجرات لتحضير اندلاع الثورة، لينتقل فيما بعد إلى فرنسا في مهمة: المراقبة داخل الفيدرالية، وإثر عودته إلى العاصمة قام رفقة أصدقائه بإنشاء اللجنة الثورية للوحدة والعمل كما شارك في اجتماع "22" المنعقد في جوان 1954 الذي تقرر فيه انطلاق الثورة وهو الاجتماع الذي انبثق عنه أول مجلس للثورة من 5 أعضاء كان ديدوش أحد أعضائه (مسؤولا للناحية الثانية)، وكان ديدوش من أبرز محرري بيان أول نوفمبر 1954

## ثورة التحرير
إثر اندلاع ثورة نوفمبر استطاع منذ البداية وبمساعدة نائبه: زيغود يوسف إرساء دعائم منظمة سياسية عسكرية إلى غاية 18 يناير 1955، ديدوش سقط قتيلا بعد معركة بدوار الصوادق وهو لم يبلغ بعد سن 28 ليكون بذلك أول قائد منطقة يستشهد بساحة الشرف.

## تكريم
- تسمية بلدية بشمال قسنطينة باسمه: ديدوش مراد.[3]

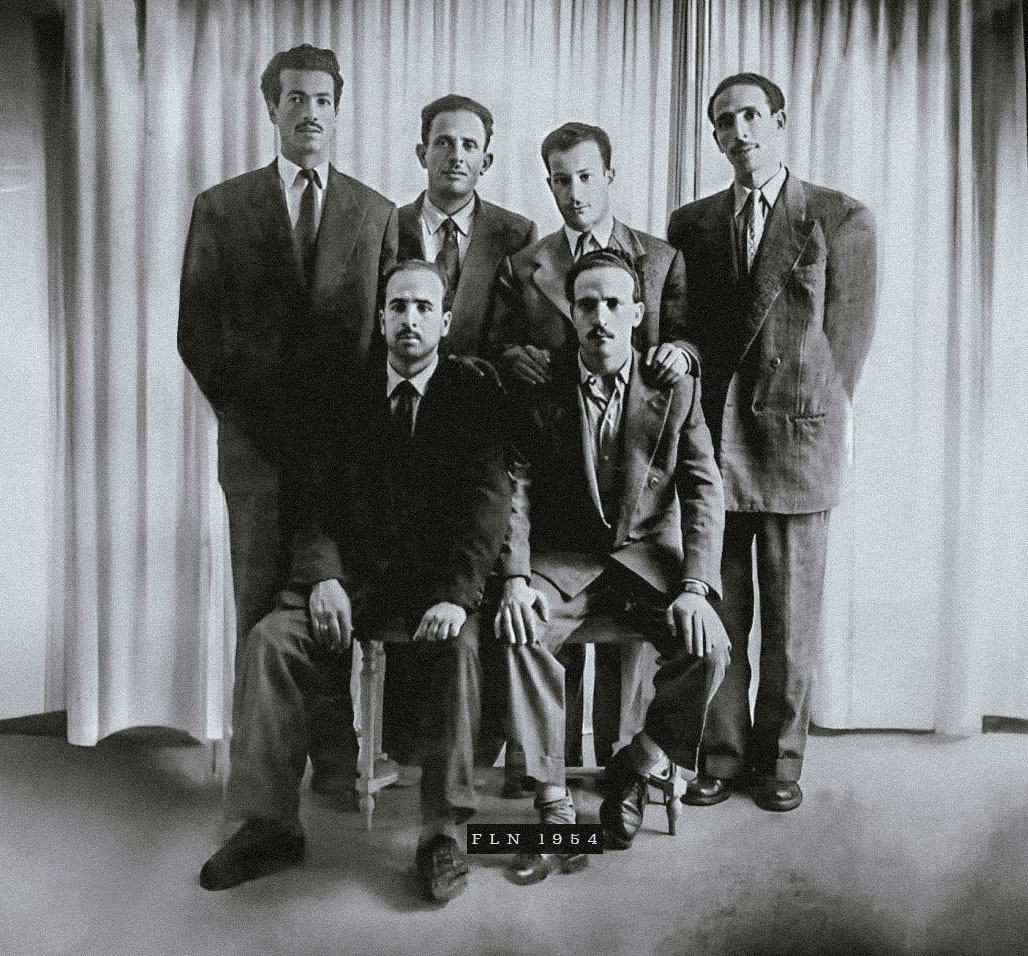
صورة لمجموعة الستة قبل إعلان ثورة نوفمبر 1954 من اليسار إلى اليمين رابح بيطاط، مصطفى بن بولعيد، ديدوش مراد، محمد بوضياف، الجالسين: كريم بلقاسم والعربي بن مهيدي